# Шор Наум Зуселевич
Наум Зуселевич Шор (1 січня 1937, Київ — 25 лютого 2006, Київ) — український вчений в галузі кібернетики, доктор фізико-математичних наук, професор, академік НАН України.

## Біографія
Народився 1 січня 1937 року в Києві. Єврей. У 1958 році закінчив механіко-математичний факультет Київського державного університету імені Тараса Шевченка. Під час навчання займався науковою роботою з проблем диференціальної алгебри під керівництвом Віктора Глушкова. В тому ж році за запрошенням свого керівника прийшов на роботу в Обчислювальний центр АН УРСР (нині Інститут кібернетики імені В. М. Глушкова НАН України) на посаду інженера, де працював до кінця життя. З 1983 року обіймав посаду завідувача заснованого ним відділу методів негладкої оптимізації. З 1990 по 2006 рік завідував відділом методів вирішення складних завдань оптимізації. Лауреат премії Премії НАН України імені В. С. Михалєвича (2000)
У 1964 році захистив кандидатську дисертацію. У 1990 році був обраний членом-кореспондентом АН УРСР; з 4 грудня 1997 року — академік.
Був професором Київського відділення Московського фізико-технічного інституту, Національного технічного університету (КПІ), Соломонового університету; членом редколегії журналу «Кибернетика и системный анализ».

Могила Наума Шора

Помер 25 лютого 2006 року. Похований в Києві на Байковому кладовищі (ділянка № 21).

## Наукова діяльність
Широку популярність і визнання отримав метод послідовного аналізу варіантів («київський віник»), розроблений В. С. Михалевичем і Н. З. Шором. Цей метод був використаний для вирішення низки важливих всесоюзних народногосподарських завдань: задачі оптимального проектування поздовжніх профілів залізниць (БАМ) магістральних газопроводів, транспортних та електричних мереж, задачі оптимального завантаження прокатних станів СРСР і інше.
У 1960-х роках розробка методів недиференцируємої оптимізації забезпечила можливість вирішення складних практичних завдань оптимізації на базі обчислювальної техніки того часу. Створення та дослідження цих методів склали найбільш значну частину творчої спадщини М. З. Шора.
Результати Н. З. Шора по методам негладкої оптимізації можна розділити на три напрямки:
- перший — методи узагальненого градієнтного спуску (1962—1971), які поклали початок новому напрямку математичного програмування — чисельним методам негладкої оптимізації;
- другий — субградієнтні методи з розтягом простору в напрямку субградіента, які у порівнянні з попередніми методами мають прискорену збіжність. Окремим випадком цього сімейства алгоритмів є метод еліпсоїдів, швидкість збіжності якого залежить лише від розмірності простору. Використання методу еліпсоїдів дозволило вирішити низку важливих питань в теорії складності задач математичного програмування;
- третій напрям — це субградієнтні методи з розтягом простору в напрямку різниці двох послідовних субградієнтів — так звані r-алгоритми.

Велике значення мають роботи Н. З. Шора, пов'язані із застосуванням методів недиференцируємої оптимізації для отримання двоїстих лагранжевих оцінок в дискретних, поліноміальних і матричних задачах.
Автор 10 монографій та понад 200 статей. Серед них:
- Михалевич В. М., Шор Н. З. та інші. «Вычислительные методы выбора оптимальных проектных решений». — К.: Наукова думка, 2005. — 230 с.;
- Шор Н. З. «Методы минимизации недифференцируемых функций и их приложения» — К.: Наук. думка, 1977. — 178 с.;
- Shor N. Z. «Minimization Methods for Non-Differentiable Functions». — Berlin: Springer-Verlag, 1985. — 178 p.;
- Шор Н. З., Стеценко С. И. «Квадратичные экстремальные задачи и недифференцируемая оптимизация». — К.: Наук. думка, 1989. — 208 с.;
- Shor N.Z. «Nondifferentiable optimization and polynomial problems». — Boston; Dordrecht; London: Kluwer Academic Publishers, 1998. — 394 p.;
- Михалевич В. С., Трубин В. А., Шор Н. З. «Оптимизационные задачи производственно-транспортного планирования». Модели, методы, алгоритмы. — М.: Наука, 1986. — 260 с.;
- Ермольев Ю. М., Шор Н. З. «Метод случайного поиска для задач двухэтапного стохастического программирования и его обобщение» // Кибернетика. — 1968. — № 1. — С. 90-92.;
- Шор Н. З. «Метод отсечения с растяжением пространства для решения задач выпуклого программирования» // Кибернетика. — 1977. — № 1. — С. 94-95.;
- Шор Н. З., Соломон Д. И. «Декомпозиционные методы в дробно-линейном программировании». — Кишинів: Штиинца,1989. — 204 с.;
- Шор Н. З., Сергієнко І. В. та інші. «Задачі оптимального проектування надійних мереж». — К.: Наук. думка, 2005. — 230 с.;
- Шор Н. З. «Методы недифференцируемой оптимизации и сложные экстремальные задачи». Сборник избранных трудов академика Н. З. Шора. — Кишинеу: ЭВРИКА, 2008. — 270 с.;
- Шор Н. З. «Методы минимизации негладких функций и матричные задачи оптимизации». Сборник избранных трудов академика Н. З. Шора. — Кишинеу: ЭВРИКА, 2009. — 240 с.

## Премії
- Державна премія СРСР (1981);
- Державна премія України в галузі науки і техніки (1973, 1993[3], 1999[4]);[5]
- премія імені В. М. Глушкова Національної академії наук України (1987);
- премія імені В. С. Михалевича Національної академії наук України (1997).